# قوانين ضد إنكار الهولوكوست

البلدان التي لديها قوانين ضد إنكار المحرقة

قوانين ضد إنكار الهولوكوست أو قوانين ضد إنكار حدوث المحرقة النازية في حق اليهود هو أمر قانوني في كثير من البلدان الأوروبية. وفي عدد من دول العالم، والمرتبط غالباً بتهمة معاداة السامية، كثيرة منها شرعت في وضع قوانين تجرم إنكار الإبادة الجماعية، من تلك الدول التي تجرم إنكار المحرقة والتي بموجبة قوانينها تقاضى بعقوبات صارمة لمرتكبيها (ألمانيا، إيطاليا، فرنسا، النمسا، المجر، رومانيا، بلجيكا، سويسرا، سلوفاكيا، بولندا، لوكسمبورغ)، كثير من هذه الدول تحظر أيضا استخدام عناصر الأخرى مرتبطة بالهولوكوست، مثل استعمال الرموز النازية.